# Battaglia di Turnham Green
La battaglia di Turnham Green fu uno scontro che si svolse il 13 novembre 1642 presso Turnham Green, nel Middlesex, in Inghilterra. Essa fu parte della prima guerra civile inglese, contrapponendo Realisti e Parlamentaristi.
La battaglia fu un combattimento a distanza tra le forze di re Carlo I d'Inghilterra e l'esercito dei Parlamentaristi, ben più grande, al comando del conte di Essex. Bloccando l'esercito realista nella sua marcia verso Londra, i parlamentaristi ottennero un'importante vittoria strategica dal momento che l'esercito di Carlo dovette ritirarsi verso Oxford per i mesi invernali, non minacciando quindi la capitale inglese.

## Preludio
Dopo la battaglia di Edgehill, re Carlo I aveva catturato Banbury e fu accolto da una folla festante quando giunse a Oxford il 29 ottobre. Il nipote di Carlo e suo comandante militare, il principe Ruperto del Palatinato, si era inoltrato invece nella valle del Tamigi dove aveva catturato Abingdon, Aylesbury e Maidenhead, tentando anche di conquistare la città e il castello di Windsor, ma non riuscendovi per la forte opposizione mossagli localmente dalle forze parlamentariste. Dopo questi fatti, molti ufficiali erano però intenzionati ad aprire i negoziati di pace col nemico, ma Ruperto desiderava procedere il prima possibile verso la città di Londra; il re era d'accordo con gli ufficiali dal momento che ben sapeva che il conte di Essex avrebbe difeso la capitale inglese sino all'ultimo uomo.
Il 12 novembre, Ruperto, con un grande reggimento di cavalleria, conquistò Brentford e quindi saccheggiò il villaggio. L'azione però spinse i londinesi a temere per le loro proprietà poste fuori dalla città e a stringersi ancora di più attorno alla causa dei parlamentaristi. Il 13 novembre l'esercito del conte di Essex, con sei reggimenti delle London Trained Bands al comando di Philip Skippon, e ad altri cittadini di Londra, costituì un esercito di circa 24 000 uomini presso Chelsea Field. Questi avanzarono in direzione di Turnham Green, dove si trovava il grosso dell'esercito realista.

## La battaglia
L'esercito realista era composto da circa 13 000 uomini al comando di Patrick Ruthven, I conte di Forth, con re Carlo presente durante lo scontro. L'esercito parlamentarista era comandato dal conte di Essex e constava di 24 000 uomini, di cui però molte reclute inesperte. I due eserciti si posero in linea in direzione nord-sud, ma era chiaro che le forze del parlamento superassero quelle nemiche.
Oltre a quel fatto, l'esercito realista aveva poche munizioni ed era riluttante ad attaccare. Il re fu inoltre avvisato della presenza di numerosi cittadini londinesi armati, fatto che in caso di battaglia lo avrebbe reso inviso alla città di Londra, e quindi avrebbe reso impossibile per i realisti prendere la capitale inglese senza il supporto di gran parte della sua popolazione.
Con la fine della stagione bellica ormai vicina, Carlo decise di non fare pressione sul nemico e di ritirarsi dopo qualche cannonata. Le perdite da ambo le parti furono lievi e si attestarono a circa 50 morti per parte.
I parlamentaristi vinsero lo scontro di fronte alla ritirata del loro nemico, ma quella fu una fortuna per loro perché in caso di battaglia le loro truppe male allenate avrebbero probabilmente subito un massacro. John Hampden chiese al conte di Essex di poter inseguire l'esercito regio passando per Acton e per Kingston; ma il conte di Essex disse che non vi era più nulla da temere da parte dei realisti a quel punto.

## Conseguenze
Carlo I, ancora una volta contro il parere del principe Ruperto, si ritirò nella valle del Tamigi in direzione di Oxford, perdendo così la possibilità di muoversi verso il Kent che gli era rimasto fedele. Si accampò a Oxford per l'inverno e il sovrano vi rimase per il resto della guerra; i realisti non furono mai così vicini a catturare Londra come in quell'occasione e senza Londra non potevano vincere la guerra.

## Il sito oggi
Il sito della battaglia, all'epoca in aperta campagna, è successivamente diventato urbanizzato, formando parte dell'area del quartiere di Chiswick della Grande Londra. Gran parte di Turnham Green è andato perso con le urbanizzazioni, ma alcune zone come Acton Green hanno conservato alcune aree verdi appartenenti all'originario campo di battaglia. Chiswick High Road (A315) sorge sul medesimo tracciato, e nell'area sono state poste delle targhe commemorative dell'evento.
Le forze parlamentari vennero dispiegate invece nell'area dall'attuale stazione di Turnham Green sino a Chiswick House (costruita nel 1610 circa, e ricostruita come è  attualmente negli anni '20 del Settecento sul medesimo sito). La linea delle truppe realiste partiva invece dall'attuale stazione di Chiswick e si estendeva a sud, sino all'attuale Great West Road.